# Teculután
Teculután ist ein Ort und ein Municipio im Departamento Zacapa in Guatemala. Teculután liegt 121 km nordöstlich von Guatemala-Stadt und 28 km westlich von Zacapa an der Atlantikfernstraße CA 9 auf 245 m Höhe.
Das 273 km² große Municipio erstreckt sich im Nordwesten Zacapas vom fast 3000 m hohen Hauptkamm der Sierra de las Minas im Norden bis ins Tal des Río Motagua im Süden. In dieser Richtung wird es auch von Río Teculután und seinen Zuflüssen durchzogen. Es hat insgesamt knapp 20.000 Einwohner, von denen der größte Teil Ladinos sind. Das Municipio besteht neben dem Hauptort Teculután aus den drei „Landgemeinden“ (Aldeas) San Antonio, Vega Cobán und San José sowie 27 Weilern. Die Menschen leben hauptsächlich von der Landwirtschaft, vom Handwerk und von Dienstleistungen. Im südlichen Tiefland haben sich entlang der Atlantikfernstraße etliche Industriebetriebe angesiedelt.
Angrenzende Municipios sind Río Hondo im Osten, Estanzuela im Südosten, Huité im Süden und Usumatlán im Südwesten. Im Nordwesten grenzt Teculután an das Departamento El Progreso und im Norden an Alta Verapaz.